# Lese
Il Lese (nome moderno del fiume Acheronte o Akeronte) è un fiume della Calabria. Il suo nome antico è l'idronimo da cui deriva il nome di Cerenzia, Akerontia / Acerenthia / Akerentia. È il maggiore affluente del fiume Neto.
Nasce dal Monte Pettinascura (1.689 m s.l.m.), dal versante est dell'altopiano della Sila. Il suo corso ha una lunghezza di 43 km circa e si interrompe, confluendo appunto nel Neto, in località “Timpa del Salto”, vicino al paese di Belvedere di Spinello. Durante il suo cammino incamera nel suo letto, ben 39 ruscelli. È un fiume di confine, poiché delimita parte dei confine fra la provincia di Cosenza e quella di Crotone, separando i comuni di San Giovanni in Fiore (Cs) e Savelli (Kr). È tra i fiumi più pescosi della Calabria, nelle cui acque si possono trovare anche le anguille. Attraversa un versante della Sila molto interessante, producendo lungo il suo percorso alcune cascate anche se di piccolo salto. 
Gli affluenti del fiume Lese sono solo ruscelli a carattere torrentizio. I principali sono stati catalogati in 39 piccoli affluenti.